# North American Company
North American Company foi uma empresa americana de utilidades e transportes públicos, fundada em 1890, e extinta em 1946.